# 14234 Davidhoover
14234 Davidhoover este un asteroid din centura principală de asteroizi.

## Descriere
14234 Davidhoover este un asteroid din centura principală de asteroizi. A fost descoperit pe 12 decembrie 1999 la Socorro, New Mexico, în cadrul proiectului LINEAR. Asteroidul prezintă o orbită caracterizată de o semiaxă mare de 2,26 ua, o excentricitate de 0,18 și o înclinație de 7,5° în raport cu ecliptica.